# Sigrun Fossae
Le Sigrun Fossae sono una struttura geologica della superficie di Venere.